# Curt Dietzschold
Curt Dietzschold, auch Kurt Dietzschold, (* 25. März 1852 in Dresden; † 5. Mai 1922 in Karlstein an der Thaya) war ein deutscher Ingenieur, Pionier mechanischer Rechenmaschinen, Fachlehrer und -schriftsteller für Uhrmacher.

## Leben und Leistungen
Curt Dietzschold wurde als Sohn eines höheren königlich sächsischen Eisenbahnbeamten in Dresden geboren. Er studierte am Karlsruher Polytechnikum und Aachener Polytechnikum Maschinenbau und beschäftigte sich zunächst mit der Konstruktion von Uhren. Nachdem er 1873 auf der Wiener Weltausstellung eine Rechenmaschine von Charles Xavier Thomas gesehen hatte, konstruierte er eine eigene Maschine, die sich an der Thomas-Maschine orientierte. Sie wurde 1876 fertiggestellt. In dieser Zeit kam der junge Ingenieur nach Glashütte (Sachsen) und arbeitete bei der neugegründeten Firma Strasser & Rohde. Für kurze Zeit (21. März bis 23. Oktober 1878) wurde er sogar Inhaber dieser Firma.
Neben Präzisionsuhren baute er einige weitere Exemplare von Rechenmaschinen, von denen das Preußische Statistische Amt eine zur Erprobung übernahm.
Als die Österreichisch-Ungarische Regierung für die Uhrmacherschule in Karlstein einen neuen Direktor suchte, schlug man auf Empfehlung von Karl Moritz Großmann den jungen Ingenieur und Fabrikanten vor. Nachdem Dietzschold 1879 die Stelle des Direktors der K. und K. Fachschule für Uhrenindustrie übernommen hatte, stellte er die weitere Entwicklung von Rechenmaschinen ein. Stattdessen brachte er reiche Erfahrungen auf dem Gebiete des Präzisionsuhrenbaues mit, die er in Glashütte gesammelt hatte. In Karlstein strukturierte er die dreijährige Fachschule um und schuf das Konzept für den Fachunterricht. Er schrieb Bücher, die auf die deutschen Uhrmacherschulen großen Einfluss hatten, und sein Lehrplan hatte in allen deutschsprachigen Uhrmacherschulen Gültigkeit. Bis zum Jahr 1903 leitete er die Uhrmacherschule.
Curt Dietzschold starb erblindet im Alter von 70 Jahren.

## Schriften (Auswahl)
- Die Rechenmaschine. In: Allgemeines Journal der Uhrmacherkunst. Bd. 5, Nr. 47, 1880, S. 373–374, (Sonderabdruck. Schlag, Leipzig 1882; Online (PDF; 1,35 MB)).
- als Herausgeber: Die Turmuhren. Mit Einschluss der sogenannten Kunstuhren. Praktisches Handbuch für Großuhrmacher (= Neuer Schauplatz der Künste und Handwerke. 46, ZDB-ID 520183-4). 2 Bände (Textbd., Atlasbd.). Voigt, Weimar 1894.
- als Herausgeber: Die Verzahnungen der Uhren und mechanischen Apparate und die Berechnung der Räderwerke. Nebst zahlreichen Uebungsbeispielen. Praktisches Handbuch für Uhrmacher, Mechaniker, Techniker und zum Gebrauche der gewerblichen Lehranstalten. Hübner, Bautzen 1895.
- Die Hemmungen der Uhren, ihre Entwicklung, Konstruktion, Reparatur und Behandlung vor der Reglage, nebst zugehörigen Tabellen, zahlreichen Abbildungen und 6 Porträts. Dietzschold, Krems 1905, Digitalisat.
- Der Cornelius Nepos der Uhrmacher. 32 Bildnisse und 33 Lebensbeschreibungen hervorragender Uhrmacher und Gelehrter, die auf die Entwicklung der Uhrmacherei richtunggebend gewirkt haben. Ein Beitrag zur Gewerbeförderung. Selbstverlag, Krems a. d. Donau, 1910; 2., erw. Aufl. 1911